# Фердинанд Раймунд
Фердинанд Раймунд (на немски: Ferdinand Raimund) е австрийски актьор, режисьор и драматург.

## Биография
Фердинанд Раймунд е роден в Потенщайн, Долна Австрия на 1 юни 1790 г. в семейството на дърворезбар от Бохемия.
След като през 1804 г. баща му умира, Раймунд започва обучение като чирак в придворната сладкарница. Там прави първите си запознанства в театралните среди и скоро напуска работата си, за да стане актьор. През 1808 г. се присъединява към трупата на пътуващи комедианти и с нея обикаля провинцията. През 1814 г. се връща във Виена и успешно участва в театъра в Йозефщат, където играе Франц Мор от „Разбойници“ на Шилер. През 1817 Раймунд се премества в трупата на театъра в Леополдщат, а през 1828 – 1830 г. оглавява този театър и придобива опит като режисьор.
През 1823 г. е премиерата на първата му пиеса „Майсторът на барометри на вълшебния остров“. Раймунд си създава известност най-вече с пиесите „Момичето от страната на феите или Селянинът-милионер“ (1826), „Кралят на Алпите и мизантропът“ (1828) и „Прахосникът“ (1834), написани в традицията на австрийския народен театър.
Раймунд е майстор на виенския фарс, изпълнен с меланхоличен хумор и с реалистични портрети на негови съграждани.
През 1836 г. Фердинанд Раймунд е ухапан от своето куче, което погрешно смята за бясно. По пътя за Виена, където ще търси лекар, Раймонд се самозастрелва. В резултат на нараняването умира на 5 септември 1836 г. в една гостилница в Потенщайн на 46-годишна възраст.

## Творби
- Der Barometermacher auf der Zauberinsel, Zauberposse, 1823
- Der Diamant des Geisterkönigs, Zauberspiel, 1824
- Das Mädchen aus der Feenwelt oder Der Bauer als Millionär, Zaubermärchen, 1826
- Moisasurs Zauberfluch, Zauberspiel, 1827
- Die gefesselte Phantasie, Zauberspiel, 1828
- Der Alpenkönig und der Menschenfeind, Zauberspiel, 1828
- Die unheilbringende Zauberkrone oder König ohne Reich, Held ohne Mut, Schönheit ohne Jugend, Zauberspiel, 1829
- Der Verschwender, Zaubermärchen, 1834
- Selbstbiographie, 1836

## Признание
- През 1862 г. във Виена-Леополдщат е наречена улица на Фердинанд Раймунд.
- През 1893 г. във Виена е открит театър „Раймунд“ с пиесата му „Окованата фантазия“.
- През 1899 г. във Виена е открит мраморен паметник на писателя.
- През 1926 г. в Гааден е открита паметна плоча с портрет на Раймунд.
- През 1972 г. ликът на Раймунд е изобразен на банкнота от 50 шилинга.
- През 1983 г. в Гутенщайн е открита къща музей на Раймунд.